# Llac d'Ägeri
|  | No s'ha de confondre amb Oberägeri. |

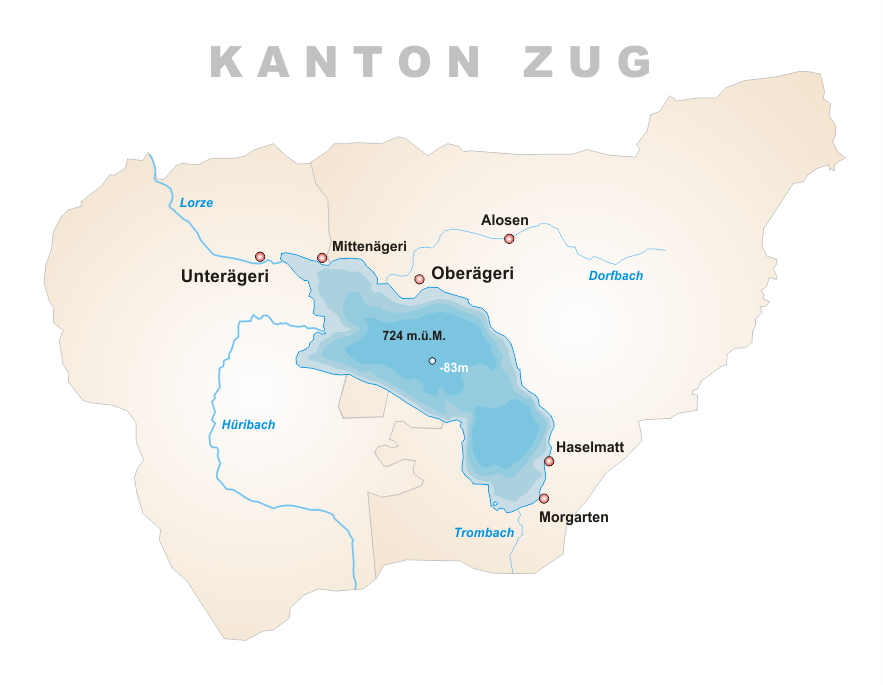
Mapa del llac d'Ägeri

El llac d'Ägeri (en alemany Ägerisee) és un llac de Suïssa. Ocupa una superfície de 7,3 km², té una llargada de 5,4 km i una amplada d'1,4. Està situat a 724 m sobre el nivell del mar i compta amb una profunditat màxima de 84 m.

## Situació
Aquest llac està situat al cantó de Zug, s'alimenta del riu Hüribach i es drena pel riu Lorze. Les ciutats d'Oberägeri i d'Unterägeri es troben a les ribes del llac.

## Història
La primera menció del llac data de 1315 durant la batalla de Morgarten que es va desenvolupar en les ribes. Des del segle X l'abadia d'Einsiedeln imposva un dret de pesca sobre el llac, que va ser continuat per l'abadia de Fraumünster i no va ser derogat fins al 1431 quan una carta indicava que els habitants de la vall podien disposar lliurement del llac.
El 1661 durant una crescuda estival important, el riu Hüribach va deixar el seu llit i va inundar Unterägeri. Els habitants van haver de consolidar les granger i canalitzar els torrents cap al seu antic llit i en direcció al llac. El llac es fa servir com a reserva d'aigua potable.